# Hemilissa undulaticollis
Hemilissa undulaticollis là một loài bọ cánh cứng trong họ Cerambycidae.